# Insecto genéticamente modificado

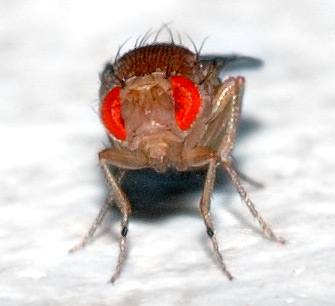
La mosca de la fruta Drosophila melanogaster, usada a menudo en estudios de modificación genética

Un insecto genéticamente modificado es un insecto cuyo material genético ha sido modificado (abreviado OGM u OMG) por medio de ingeniería genética ya sea por mutagénesis, o por métodos más precisos de transgénesis o cisgénesis. Los motivos del uso de insectos genéticamente modificados incluyen investigaciones biológicas y control de plagas. El control genético de plagas se aprovecha de los avances recientes en biotecnología y un creciente repertorio de secuencias genómicas de organismos eucariotes para controlar diversas plagas, incluyendo insectos. Se pueden encontrar listas de genomas de insectos en bases de datos como NCBI y bases de datos específicos de insectos como FlyBase, VectorBase, y BeetleBase. En el presente (segunda década del siglo XXI) existe una iniciativa que comenzó en 2011 de secuenciar los genomas de 5 000 insectos y otros artrópodos llamada i5k. Algunos Lepidoptera (por ejemplo, la mariposa monarca y el gusano de seda) han sido modificados genéticamente en la naturaleza (no por acción humana) por un bracovirus (género Bracovirus de la familia Polydnaviridae) de una avispa parásita.

## Especies modificadas

### Investigación biológica
- La mosca de la fruta (Drosophila melanogaster) es un organismo modelo usado en una variedad de disciplinas biológicas, por ejemplo en neurobiología, genética de poblaciones, ecología, etología, sistemática, genómica y biología del desarrollo.[7][8][9] Muchos estudios hechos en especies de Drosophila sirven de base en sus áreas respectivas y siguen siendo importantes modelos de otros organismos, incluyendo humanos. Por ejemplo, han servido para comprender la importancia económica de insectos y el estudio de enfermedades y desarrollo humanos.[10][11] La mosca de la fruta tiene la ventaja sobre otros animales de laboratorio de una corta vida, mantenimiento mínimo y facilidad de inducir mutaciones, además fue uno de los primeros organismos cuyo genoma se conoce por completo.

### Control genético de plagas
- Mosquito de la fiebre amarilla (Aedes aegypti)
- Mosquitos de la malaria  (Anopheles gambiae y Anopheles stephensi)[12][13][14]
- Pectinophora gossypiella

### Plutella xylostella

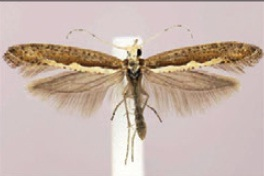
Plutella xylostella, papalomoyo

La oruga de Plutella xylostella (papalomayo) se alimenta de crucíferas como las variedades de Brassica oleracea: repollo, brócoli, coliflor, col crespa, a un costo a los agricultores de 5 mil millones de dólares por año.  En 2015, Oxitec desarrolló polillas "GM-diamondback" que producen larvas hembras no viables para controlar las poblaciones que han desarrollado resistencia a los insecticidas. Los insectos genéticamente modificados inicialmente fueron colocados en jaulas durante la etapa experimental. Esta especie había desarrollado resistencia al DDT y más tarde se había vuelto resistente a otros 45 insecticidas. En Malasia era resistente a todos los productos sintéticos. El gene es una combinación de ADN de un virus y una bacteria. En estudios anteriores, machos cautivos portadores del gene erradicaron poblaciones de polillas no modificadas genéticamente. Las camadas de cría eran similares, pero las hembras nacidas de esas camadas morían sin dejar descendencia. El gene desaparece después de varias generaciones, lo que requiere repetidas introducciones de machos GMO cultivados. Las polillas modificadas se pueden identificar por la presencia de un transgene "coral" que les da coloración rojiza bajo la luz ultravioleta.
Los opositores consideran que la proteína producida por el gene sintético puede dañar a otros organismos que comen polillas. Los creadores aseguran que han estudiado los efectos de estas proteínas en mosquitos, peces, escarabajos, arañas y parasitoides y no han encontrado efectos perjudiciales. Los granjeros vecinos a los lugares de experimentación temen que las polillas pueden dañar su certificación de granja orgánica. Los expertos legales dicen que los patrones nacionales de agricultura orgánica solo castigan a los que hacen uso intencional de GMOs. Los creadores aseguran que las polillas no migran si disponen de alimento suficiente y que no pueden sobrevivir el clima invernal.

### Mosca mediterránea de la fruta

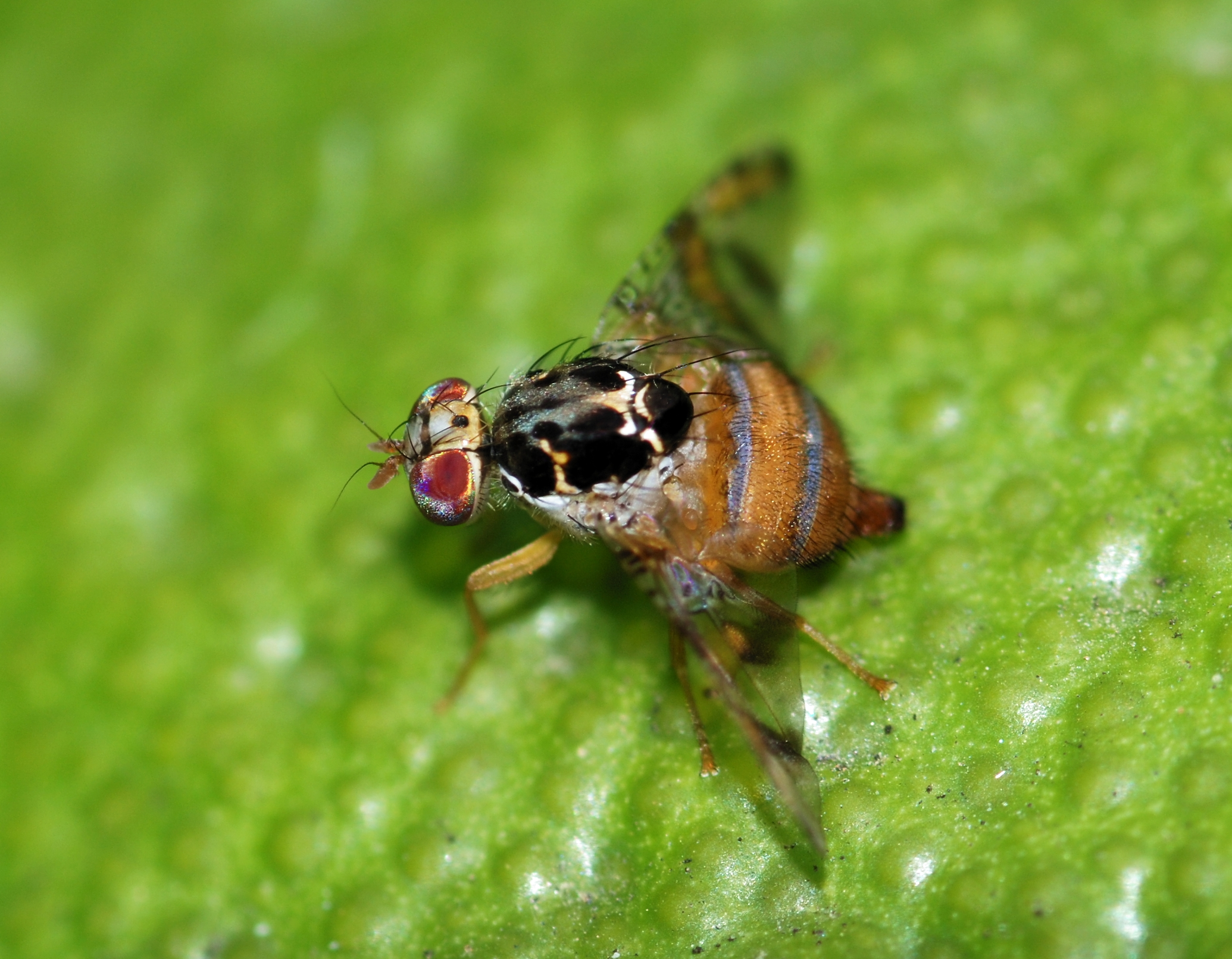
Mosca mediterránea de la fruta

La mosca mediterránea de la fruta Ceratitis capitata es una plaga mundial de la agricultura. Infestan una gran variedad de cosechas (más de 300) incluyendo frutas, verduras y nueces, causando graves daños. La compañía Oxitec ha desarrollado machos-GM que llevan un gen letal que interrumpe el desarrollo de las hembras matándolas en un proceso llamado "letalidad femenina pre-pupa". Después de varias generaciones las poblaciones disminuyen al punto en que los machos no pueden encontrar parejas. Para criar estos insectos en el laboratorio, se puede silenciar el gene letal por medio de antibióticos como la tetraciclina.
Los opositores dicen que los efectos a largo plazo de liberar millones de moscas-GM son imposibles de predecir. Las larvas muertas podrían quedar en las cosechas. Helen Wallace de Genewatch, una organización que monitorea el uso de tecnología genética, afirma que las frutas usadas con moscas-GM de Oxitec están contaminadas con larvas de moscas GM programadas para morir dentro de la fruta que se supone que están protegiendo. Agrega que la letalidad de los componentes químicos posiblemente fracasarían a largo plazo y que las moscas desarrollarían resistencia o se aparearían en lugares contaminados con tetraciclina que abunda en ciertos cultivos.